# Pirri Mori
Pirri Mori, pseudonimo di Francisco Javier Mori Cuesta (Cangas de Onís, 10 novembre 1970), è un ex calciatore spagnolo, di ruolo centrocampista.